# Ernesto Silva Méndez
Ernesto Silva Méndez (Santiago, 15 de agosto de 1975) es un abogado y político chileno perteneciente a la Unión Demócrata Independiente (UDI). Fue presidente de este entre mayo de 2014 y marzo de 2015, y se desempeñó como diputado por las comunas de Las Condes, Lo Barnechea y Vitacura, durante dos períodos consecutivos desde 2010 hasta 2018.

## Biografía
Hijo de Ernesto Silva Bafalluy (1948-2011), exrector de la Universidad del Desarrollo, y de María Cristina Méndez Ureta, siendo el mayor de los cuatro hijos del matrimonio.
Está casado con Jimena Álamos y tiene seis hijos: María Gracia, Catalina, Ernesto, Laura, Clara y Martin.
Estudió en el Colegio del Verbo Divino, donde fue presidente del Centro de Alumnos el año 1993. Cursó sus estudios superiores en la Pontificia Universidad Católica de Chile, donde se tituló de abogado con distinción máxima.
En lo académico, fue ayudante de las cátedras de Derecho Romano y Derecho Constitucional. Además, estuvo de intercambio estudiantil en la Universidad de Duke, Estados Unidos. En 2002 obtuvo la beca Presidente de la República para estudios de postgrado y fue aceptado en la Universidad de Chicago, donde obtuvo un Máster en Políticas Públicas. Es doctor en Ciencia Política por la Universidad Autónoma de Madrid.

## Actividad profesional
En el ámbito laboral, hasta 2002 trabajó como procurador y, tras titularse, como abogado de Carey y Compañía Limitada Abogados.
Desde 2004 es profesor de diversos cursos económicos y políticos en la Universidad del Desarrollo, donde fue vicerrector de pregrado en 2007 y desde 2019 es el Prorrector de la casa de estudios. Además trabajó como evaluador de universidades a través de la Comisión Nacional de Acreditación (CNA).
Por otra parte, ha sido columnista de La Segunda y del Diario Financiero, y ha publicado investigaciones en materia de modernización del Estado y competencia política.
En 2020 formó la Fundación Aire Nuevo, en la cual ocupa el puesto de Presidente del Directorio

## Actividad política

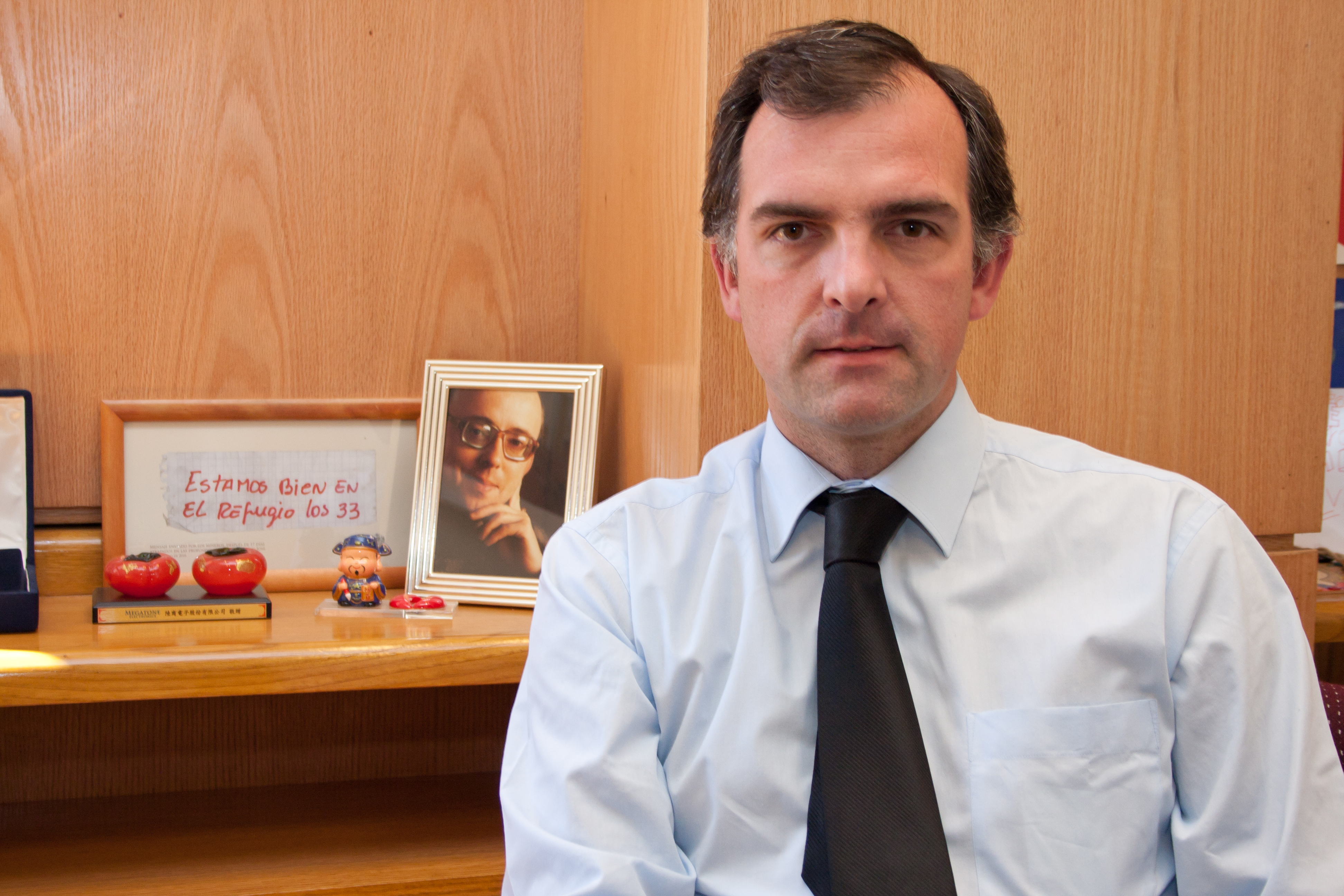
Silva en su oficina en el Congreso Nacional.

Participa en el partido Unión Demócrata Independiente (UDI) desde la etapa universitaria, y en 1993 apoyó la candidatura a diputado de Carlos Bombal por la Región Metropolitana de Santiago, Distrito N.º 23.[cita requerida]     122
En 1996 fue vicepresidente del Centro de Alumnos de la Facultad de Derecho y, dos años más tarde, tuvo el cargo de presidente. En 1997 fue secretario general del Movimiento Gremial UC. Ha sido integrante de la Comisión Económica de la UDI.
Para las Elecciones parlamentarias de Chile de 2009, fue elegido diputado en representación de la Unión Demócrata Independiente por la Región Metropolitana de Santiago (periodo 2010-2014), distrito N.º 23, correspondiente a las comunas de Las Condes, Lo Barnechea y Vitacura. Fue integrante de las comisiones permanentes de Ética y Transparencia; de Trabajo; y de Hacienda; y de la comisión especial del Adulto Mayor.
En las elecciones parlamentarias de noviembre de 2013 fue reelegido como diputado por el Distrito N.º 23, en representación de la UDI, por el periodo 2014-2018. Es integrante de las comisiones permanentes de Trabajo y Seguridad Social; Hacienda; y Seguridad Ciudadana.
El 10 de mayo de 2014 el Consejo General de la UDI lo ratificó como presidente de la colectividad, sucediendo en el cargo a Patricio Melero Abaroa, quien la presidió entre 2012 y 2014. Renunció a dicho cargo el 11 de marzo de 2015, a raíz de las consecuencias políticas del caso Penta.

## Historial electoral

### Elecciones parlamentarias de 2009
- Elecciones parlamentarias de 2009, a diputado por el distrito 23 (Las Condes, Vitacura y Lo Barnechea), Región Metropolitana[6]

### Elecciones parlamentarias de 2013
- Elecciones parlamentarias de 2013, a diputado por el distrito 23 (Las Condes, Vitacura y Lo Barnechea), Región Metropolitana[7]

## Premios
En 2006 fue elegido como uno de los «100 Líderes Jóvenes» del diario El Mercurio y el 2008 fue distinguido con el premio «Jóvenes con Éxito» del Diario Financiero.